# Tim Beekman
Pour les articles homonymes, voir Beekman.
Tijmen Gerrit Jan Beekman, dit Tim Beekman, né le 16 janvier 1941 à Kampen (Pays-Bas) et mort le 11 juin 2006 à Almere (Pays-Bas), est un acteur néerlandais.

## Biographie
Après avoir été expulsé de l'école d'art dramatique aux Pays-Bas, Beekman fait ses débuts au Nederlands Kamertoneel (nl) à Anvers. De la saison 1964/1965 à 1968, il travaille aux Pays-Bas avec la compagnie Ensemble où, il joue notamment dans Le Mariage de Figaro et Charrue et les Étoiles (The Plough and the Stars) de Seán O'Casey.
À la Nederlandse Comedie (nl), où il est actif à partir de 1969, il joue dans Toller et Wazlaf. Pendant ce temps, il participe également à des productions libres, telles que L'argent est à la banque (1971).
À la fin des années 1960, Beekman joue également dans des séries télévisées et, en 1973, il fait ses débuts au cinéma. En outre, il contribue à plus de trente pièces radiophoniques,. Au milieu des années 1980, il réduit sa carrière d'acteur et commence à travailler comme thérapeute Speyer.

## Filmographie partielle

### Au cinéma
- 1972 : The Little Ark : Launch Officer
- 1973 : Het dwaallicht
- 1975 : Mens erger je niet
- 1977 : A Bridge Too Far (Un pont trop loin) : German Private
- 1977 : Dokter Vlimmen : Van Heusden
- 1978 : De mantel der Liefde : Bakker
- 1978 : Meneer Klomp : Ab Gorter
- 1979 : Nosferatu, fantôme de la nuit
- 1979 : Twee vrouwen : Greengrocer
- 1980 : De bende van Hiernaast : Klant in herberg
- 1980 : The Lucky Star : Soldier on Bridge
- 1981 : Een vlieger voor god
- 1981 : Twee vorstinnen en een vorst : Bloemenman / Florist man
- 1982 : A Time to Die : Friesling brother
- 1982 : Knokken voor twee : Rijdende bakker
- 1986 : In de schaduw van de overwinning : Dees
- 1990 : My Blue Heaven de Ronald Beer